# Ralf Druckenmüller
Ralf Druckenmüller, dit Drucki, né le 6 avril 1970 à Mendig, est un pilote de course allemand en monoplaces, voitures de tourisme, et sur camions. 

## Biographie
Sa carrière en sport automobile se déroule de 1989 à 2002.
Il débute en karting de 1985 à 1988, puis il obtient trois titres nationaux: Champion d'Allemagne de Formule Ford 1600 (en 1990, 3 victoires), de Formule Renault (en 1995 avec 6 victoires sur un châssis Ermolli FR95, pour un total de cinq saisons et aussi une quatrième puis une troisième place dans le championnat en 1992 puis 1993), et vainqueur de la Coupe Renault Clio V6 (en 2000, 5 victoires). En 2001 et 2002, il dispute encore près d'une vingtaine de courses en V8Star Series (en), puis en 2004 et 2005 il s'oriente durant ces deux saisons vers le Championnat d'Europe de courses de camions au sein du team Deutsche Post World Net Truck Volkswagen Utilitaire, obtenant le titre continental Super-Race-Trucks en 2005 avec un Volkswagen Titan 12L. de 1 333 ch fabriquée à Resende (Brésil), après une ultime victoire dans la dernière manche de l'année organisée au Mans.